# Agonocryptus physocnemis
Agonocryptus physocnemis är en stekelart som först beskrevs av Brulle 1846.  Agonocryptus physocnemis ingår i släktet Agonocryptus och familjen brokparasitsteklar. Utöver nominatformen finns också underarten A. p. nigristernum.